# Asunitsa
Asunitsa (vitryska: Асуніца) är ett vattendrag i Belarus. Det ligger i den norra delen av landet, 230 kilometer norr om huvudstaden Minsk.